# Phaenoglyphis salicis
Phaenoglyphis salicis är en stekelart som först beskrevs av Cameron 1883.  Phaenoglyphis salicis ingår i släktet Phaenoglyphis, och familjen glattsteklar. Arten är reproducerande i Sverige.